# Gournay-sur-Marne

Gournay-sur-Marne en la Petite Couronne.

 Gournay-sur-Marne  es una comuna (municipio) de Francia, en la región de Isla de Francia, departamento de Sena-San Denis, en el distrito de Le Raincy y cantón de Noisy-le-Grand.
Aunque no está integrada en ninguna Communauté d'agglomération, es miembro de la Association des collectivités territoriales de l'Est parisien.

## Demografía
| 158 | 157 | 134 | 134 | 133 | 139 | 145 | 117 | 122 | 113 | 125 | 126 | 135 | 142 | 225 | 244 | 282 | 286 | 341 | 379 | 333 | 421 | 1 016 | 1 477 | 1 423 | 2 141 | 3 218 | 3 922 | 4 285 | 4 220 | 5 486 | 5 925 | 6 196 |
| Para los censos de 1962 a 1999 la población legal corresponde a la población sin duplicidades (Fuente: INSEE [Consultar]) |     |     |     |     |     |     |     |     |     |     |     |     |     |     |     |     |     |     |     |     |     |       |       |       |       |       |       |       |       |       |       |       |

Forma parte de la aglomeración urbana parisina.